# ابوالقاسم ذاکرزاده
ابوالقاسم ذاکرزاده (۱۳۲۳ در تهران - ۲ آذر ۱۳۸۷ در تهران) پژوهشگر فلسفه و استادیار گروه فلسفه دانشگاه شهید بهشتی بود.

## زندگی
ذاکرزاده دوره کارشناسی زمین‌شناسی و کارشناسی ارشد فلسفه را در دانشگاه مونستر گذراند و دوره دکتری فلسفه را در دانشگاه آخن به پایان برد.
او عمده پژوهش‌هایش را صرف بازشناسی و بازفهمی تفکر فلسفی آلمان در سده‌های هفدهم تا بیستم کرد.
ذاکرزاده، روز دوم آذر ۱۳۸۷ در حال تدریس در دانشگاه، دچار حمله قلبی شد و پس از انتقال به بیمارستان طالقانی تهران درگذشت.
اصغر واعظی و کریم مجتهدی مرگ او را ضایعه‌ای دردناک دانستند و به جامعه فلسفی ایران تسلیت گفتند.